# Ramno
Ramno (en macédonien Рамно) est un village du nord de la Macédoine du Nord, situé dans la municipalité de Staro Nagoritchané. Le village comptait 21 habitants en 2002.

## Démographie
Lors du recensement de 2002, le village comptait :
- peuple  Albanian  : 500